# منصف السليمي
منصف السليمي (من مواليد 17 كانون الأول/ديسمبر 1962 بالرقاب في تونس) هو صحافي وباحث تونسي مُقيم في ألمانيا، ومنتج برامج وثائقية مُتخصّص في شؤون المغرب العربي والعلاقات العربية الأوروبية وقضايا الإعلام الحديث. يعملُ منصف منذ سنة 2005 في قناةِ دويتشه فيله الألمانية؛ وكان قد عملَ سنة 2004 منتجًا لبرامج وثائقية بمؤسسة هوت سبوت فيلمز في دبي، كما كانَ مراسلا لجريدة الشرق الأوسط اللندنية في العاصمة المغربية الرباط للفترة 1990-2004.

## قائمة أعماله

### المؤلفات
- صناعة القرار السياسي الأميركي، مركز الدراسات العربي الأوروبي بباريس، 1997، بيروت.
- الوظيفة الاستشارية والتغيير في المغرب، دار توبقال، 1999، الدار البيضاء.[4]
- إسبانيا والمغرب من الجنوب: العلاقات الأسبانية المغربية -آراء وأفكار، 2005 برشلونة (مساهمة جماعيّة).

### دراسات
- إعلان الدار البيضاء (القمة الاقتصادية للشرق الأوسط وشمال أفريقيا) بين مطالب الاقتصادي وتسويات السياسي. مجلة المستقبل العربي، 1995، بيروت.
- الدور الأوروبي في ملف أزمة البرنامج النووي الإيراني، مجلة دراسات دولية، 2008، تونس.
- هجرة الشباب المغاربي تبدأ من صفحات إنترنت وتنتهي في أعماق البحر، المنتدى العربي بهولندا،2010،لاهاي.
- نظرة الأوروبيين للتعاون مع بلدان المغرب العربي في ظل أزمة اليورو، مجلة دراسات دولية، 2010، تونس

### برامج تلفزيونية
- حرب أكتوبر 1973 ضمنَ سلسلة برامج «أرشيفهم وتاريخنا». قناة الجزيرة عام 2005.
- الأحزاب الشيوعية العربية ضمن سلسلة برامج «أرشيفهم وتاريخنا». قناة الجزيرة عام 2006.
- سنوات الجمر في المغرب (سلسلة إذاعية عن حقبة الانتهاكات الجسيمة لحقوق الإنسان في المغرب). قناة دويتشه فيله الألمانية عام 2006.
- البحث عن الفردوس (سلسلة إذاعية عن أوضاع المهاجرين المغاربيين غير الشرعيين في ألمانيا). قناة دويتشه فيله الألمانية عام 2007.